# Speocyclops stillae
Speocyclops stillae is een eenoogkreeftjessoort uit de familie van de Cyclopidae. De wetenschappelijke naam van de soort is voor het eerst geldig gepubliceerd in 2012 door Cottarelli & Bruno, in Cottarelli, Bruno, Spena & Grasso.